# Briefmarken-Jahrgang 1984 der Deutschen Bundespost
Der Briefmarken-Jahrgang 1984 der Deutschen Bundespost umfasste 37 Sondermarken, drei dieser Sondermarken wurden nur als Briefmarkenblock ausgegeben. Dauermarken wurden in diesem Jahr nicht herausgegeben.
Alle seit dem 1. Januar 1969 ausgegebenen Briefmarken waren unbeschränkt frankaturgültig, es gab kein Ablaufdatum wie in den vorhergehenden Jahren mehr.
Durch die Einführung des Euro als europäische Gemeinschaftswährung zum 1. Januar 2002 wurde diese Regelung hinfällig.
Die Briefmarken dieses Jahrganges konnten allerdings bis zum 30. Juni 2002 genutzt werden. Ein Umtausch war noch bis zum 30. September in den Filialen der Deutschen Post möglich, danach bis zum 30. Juni 2003 zentral in der Niederlassung Philatelie der Deutschen Post AG in Frankfurt.

## Liste der Ausgaben und Motive
Legende
- Bild: Eine bearbeitete Abbildung der genannten Marke. Das Verhältnis der Größe der Briefmarken zueinander ist in diesem Artikel annähernd maßstabsgerecht dargestellt. Sollten keine Marken abgebildet sein, liegt es daran, dass das Urheberrecht des Künstlers noch nicht erloschen ist.
- Beschreibung: Eine Kurzbeschreibung des Motivs und/oder des Ausgabegrundes. Bei ausgegebenen Serien oder Blocks werden die zusammengehörigen Beschreibungen mit einer Markierung versehen eingerückt.
- Wert: Der Frankaturwert der einzelnen Marke in Pfennig. Ein „+“ bedeutet, dass es sich um eine Zuschlagsmarke handelt (= Frankaturwert + Spende).
- Ausgabedatum: Das Datum des erstmaligen Verkaufs dieser Briefmarke.
- Auflage: Soweit bekannt, wird hier die zum Verkauf angebotene Anzahl dieser Ausgabe angegeben.
- Entwurf: Soweit bekannt, wird hier angegeben, von wem der Entwurf dieser Marke stammt.
- Mi.-Nr.: Diese Briefmarke wird im Michel-Katalog unter der entsprechenden Nummer gelistet.

| Sondermarken | |                  |                       |             |                                 |               |
| Bild         | Beschreibung | Werte in Pfennig | Ausgabe- datum (1984) | Auflage     | Entwurf                         | MiNr.         |
|              | 2000 Jahre Stadt Trier Porta Nigra | 80               | 12. Januar            | 28.300.000  | Otto Rohse                      | 1197          |
|              | 150. Geburtstag von Philipp Reis (1834–1874) Philipp Reis mit einigen von ihm erfundenen Apparaten                                                     | 80               | 12. Januar            | 28.800.000  | Elisabeth von Janota-Bzowski    | 1198          |
|              | 100. Todestag von Gregor Mendel (1822–1884) Die erste der Mendelsche Regeln                                                                            | 50               | 12. Januar            | 26.400.000  | Ernst Jünger                    | 1199          |
|              | 500 Jahre Rathaus Michelstadt | 60               | 16. Februar           | 28.700.000  | Heribert Burkert                | 1200          |
|              | 350 Jahre Oberammergauer Passionsspiele symbolische Darstellung der Kreuzigung                                                                         | 60               | 16. Februar           | 31.300.000  | Günter Jacki                    | 1201          |
|              | Für die Jugend, bestäubende Insekten - Bienenwolf Trichodes apiarius auf Kriechendem Hahnenfuß Ranunculus repens                                       | 50+20            | 12. April             | 4.481.000   | Peter Nitsche                   | 1202          |
|              | - Admiral Vanessa atalanta auf einer Kohldistel Cirsium oleraceum                                                                                      | 60+30            | 12. April             | 4.546.000   | Peter Nitsche                   | 1203          |
|              | - Honigbiene Apis mellifera auf Wiesensalbei Salvia pratensis                                                                                          | 80+40            | 12. April             | 4.627.000   | Peter Nitsche                   | 1204          |
|              | - Schwebfliege Chrysotoxum festivum auf einer Gemeinen Wegwarte Cichorium intybus                                                                      | 120+60           | 12. April             | 4.388.000   | Peter Nitsche                   | 1205          |
|              | Für den Sport Olympische Sommerspiele 1984 in Los Angeles und Paralympische Spiele - Diskuswurf                                                        | 60+30            | 12. April             | 4.387.000   | Friedrich Kefer und Peter Münch | 1206          |
|              | - Rhythmische Sportgymnastik | 80+40            | 12. April             | 4.432.000   | Friedrich Kefer und Peter Münch | 1207          |
|              | - Windsurfen | 120+60           | 12. April             | 4.332.000   | Friedrich Kefer und Peter Münch | 1208          |
|              | Zweite Direktwahlen zum Europäischen Parlament Symbol des Europäischen Parlaments                                                                      | 80               | 12. April             | 29.300.000  | Erwin Poell                     | 1209          |
|              | Europamarken, 25 Jahre Europäische Konferenz der Verwaltungen für das Post- und Fernmeldewesen (CEPT) - Brücke                                         | 60               | 8. Mai                | 81.960.000  | J. Larrivière                   | 1210          |
|              | - Brücke | 80               | 8. Mai                | 105.260.000 | J. Larrivière                   | 1211          |
|              | 850. Todestag von Norbert von Xanten (um 1080–1134) Norbert von Xanten, eine der Heiligenfiguren im Chorgestühl der Kirche St. Verena (Rot an der Rot) | 80               | 8. Mai                | 30.850.000  | Bruno K. Wiese                  | 1212          |
|              | 100. Todestag von Ludwig Richter (1803–1884) Ghasel, eine Buchillustration von Ludwig Richter                                                          | 60               | 8. Mai                | 31.500.000  | Langer-Rosa und Langer          | 1213          |
|              | 50 Jahre Barmer Theologische Erklärung | 80               | 8. Mai                | 29.450.000  | Hans Günter Schmitz             | 1214          |
|              | Briefmarkenblock – Weltpostkongress in Hamburg - Briefsortierung im Hauptpostamt Berlin um 1880                                                        | 60               | 19. Juni              | 12.050.000  | Peter Nitsche                   | Block 19 1215 |
|              | - Abtastobjektiv einer Briefverteilanlage | 80               | 19. Juni              | 12.050.000  | Peter Nitsche                   | 1216          |
|              | - Heinrich von Stephan | 120              | 19. Juni              | 12.050.000  | Peter Nitsche                   | 1217          |
|              | 2000 Jahre Neuss Detail aus einer in Neuss gefundenen Grabstele des Oclatius aus dem 1. Jahrhundert, Rossknecht mit Pferd                              | 80               | 19. Juni              | 30.200.000  | Rolf Lederbogen                 | 1218          |
|              | 200. Geburtstag von Friedrich Wilhelm Bessel (1784–1846)                                                                                               | 80               | 19. Juni              | 31.450.000  | Hermann Schwahn                 | 1219          |
|              | 88. Deutscher Katholikentag 1984 in München Eugenio Pacelli, Papst Pius XII. (1876–1958)                                                               | 60               | 19. Juni              | 30.050.000  | Gerd Aretz                      | 1220          |
|              | 25 Jahre Deutsches Elektronen-Synchrotron (DESY) Das Forschungszentrum des DESY in Hamburg                                                             | 80               | 21. August            | 28.200.000  | Peter Nitsche                   | 1221          |
|              | 750 Jahre Rathaus Duderstadt | 60               | 21. August            | 30.550.000  | Isolde Monson-Baumgart          | 1222          |
|              | 200 Jahre Eider-Kanal in Schleswig-Holstein Schleuse und Herrenhaus Knoop                                                                              | 80               | 21. August            | 31.500.000  | W. P. Seiter                    | 1223          |
|              | Internationaler Archivkongress, Bonn Urkunde aus dem Mittelalter und Datensichtgerät                                                                   | 70               | 21. August            | 19.350.000  | Elisabeth von Janota-Bzowski    | 1224          |
|              | Wohlfahrtsmarken: Orchideen - Ohnhorn Aceras anthropophorum                                                                                            | 50+20            | 18. Oktober           | 13.302.000  | Günter Jacki                    | 1225          |
|              | - Brand-Knabenkraut Orchis ustulata | 60+30            | 18. Oktober           | 10.433.000  | Günter Jacki                    | 1226          |
|              | - Violetter Dingel Limodorum abortivum | 80+40            | 18. Oktober           | 18.619.000  | Günter Jacki                    | 1227          |
|              | - Holunder-Knabenkraut Dactylorhiza sambucina | 120+60           | 18. Oktober           | 6.095.000   | Günter Jacki                    | 1228          |
|              | Tag der Briefmarke - Posthaus der Kaiserlich Taxis’schen Post in Augsburg                                                                              | 80               | 18. Oktober           | 29.350.000  | Dorothea Fischer-Nosbisch       | 1229          |
|              | Grundgedanken der Demokratie Paragraph und Gender-Symbole für Mann und Frau                                                                            | 80               | 8. November           | 31.200.000  | Heinz Tröger                    | 1230          |
|              | Für Frieden und Verständigung Stimmzettel | 80               | 8. November           | 30.700.000  | Corinna Ludwig                  | 1231          |
|              | Anti-Raucher-Kampagne abbrennendes Streichholz | 60               | 8. November           | 37.027.000  | Norbert Vogel                   | 1232          |
|              | Weihnachtsmarke - Hl. Martin auf dem Pferd | 80+40            | 8. November           | 11.643.000  | Peter Steiner                   | 1233          |